# Gare de Villiers-le-Sec
La gare de Villiers-le-Sec est une halte ferroviaire française, fermée et détruite, de la ligne de Paris-Est à Mulhouse-Ville. Elle est située sur le territoire de la commune de Villiers-le-Sec, dans le département de la Haute-Marne, en région Grand Est.
Elle est mise en service en 1857 par la Compagnie des chemins de fer de l'Est. Devenue une halte voyageurs de la Société nationale des chemins de fer français (SNCF), elle est fermée, à une date indéterminée, dans la deuxième moitié du vingtième siècle.

## Situation ferroviaire
Établie à 286 mètres d'altitude, la halte de Villiers-le-Sec est située au point kilométrique (PK) 256,337 de la ligne de Paris-Est à Mulhouse-Ville, entre les gares de Bricon et de Chaumont.

## Histoire
La station de Villiers-le-Sec est mise en service le 25 avril 1857 par la Compagnie des chemins de fer de l'Est, lorsqu'elle ouvre à l'exploitation le quatrième tronçon, de Troyes à Chaumont, de sa ligne de Paris à Mulhouse.

## Service des voyageurs
Halte fermée. Un service routier de substitution, en car TER, dispose d'un arrêt dénommé Gare Villiers-le-Sec (mairie).

## Patrimoine ferroviaire

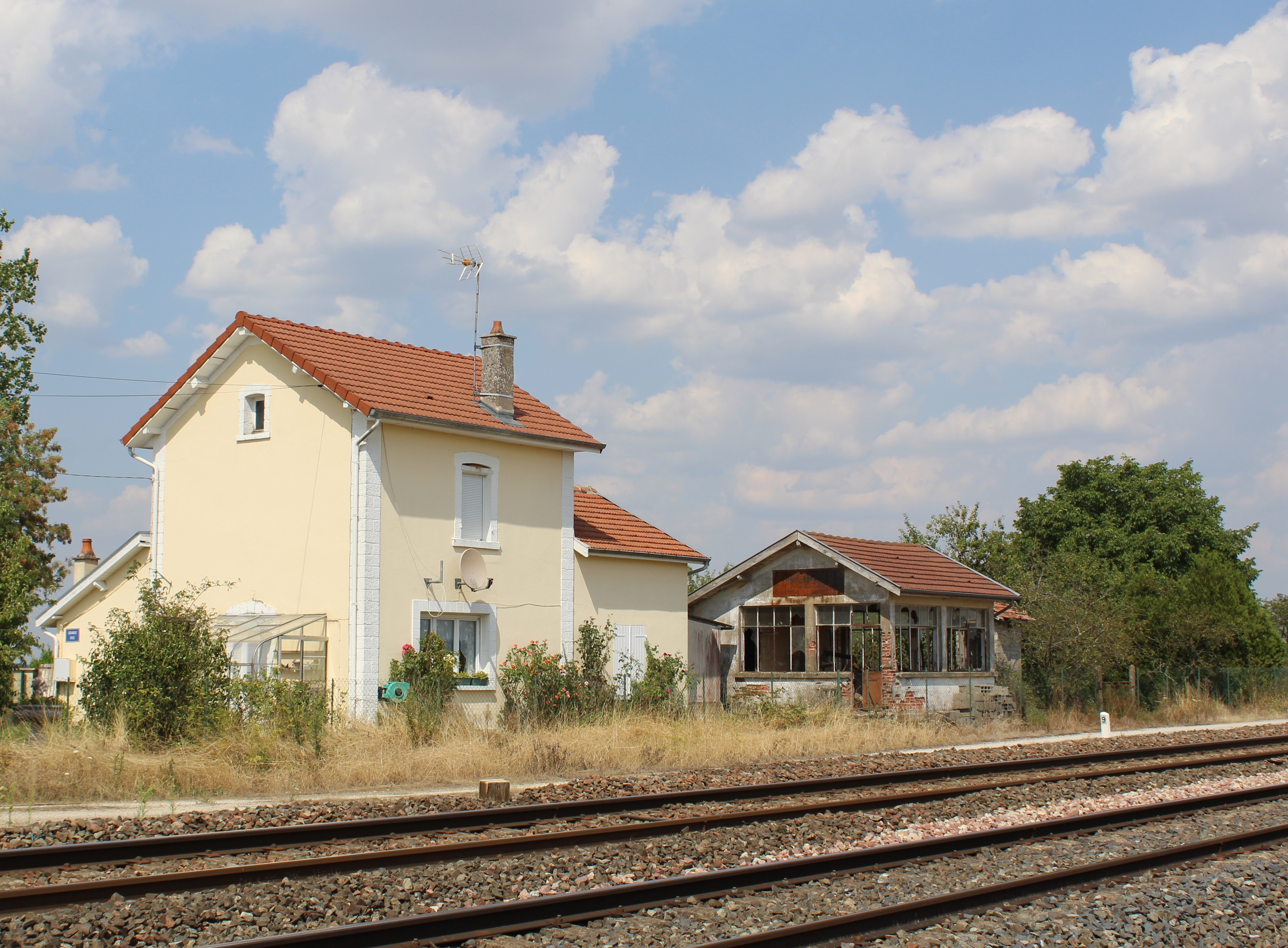
Maison garde barrière de la grande rue.

Le bâtiment de la halte (voir photo infobox), situé rue des Étangs, a été détruit dans la deuxième moitié du vingtième siècle. Néanmoins, sur le territoire de la commune, il existe (voir photo ci-contre) une maison de garde barrière quasiment identique à celle de la halte, mais située au passage à niveau de la Grande Rue (D109).